# Mariano Fracalossi
Mariano Fracalossi (Trento, 22 agosto 1923 – Trento, 22 maggio 2004) è stato un pittore italiano, fondatore del Gruppo artisti La Cerchia.

## Biografia
Dimostrò fin da bambino il talento artistico trasmessogli dal padre Attilio, anch'egli pittore e decoratore.
Si è diplomato presso l'Istituto Superiore d'Arte di Porta Romana a Firenze, dove ha conseguito anche il magistero.
Nel 1945 è tornato a Trento e, pur se attivo come pittore decoratore, ha iniziato una lunga carriera di insegnante.
Ha realizzato opere con tecniche diverse: pittura, tempera, tecnica mista ...
Interessanti sono i suoi mosaici, in particolare quello realizzato a Segno sull'intera facciata dell'edificio che ospita il Museo di Padre Kino.
Ha esposto dal 1940 in Italia e all'estero. Ha allestito oltre 60 mostre personali nelle principali città italiane e a Innsbruck. Numerosissime anche le sue presenze a rassegne collettive in Messico, Cile, Spagna, Brasile, Argentina, Paraguay, ecc.